# Martinské náměstí (Třebíč)
Martinské náměstí je náměstí v Třebíči. Náměstí se nachází v části Vnitřní Město a na jeho ploše se nachází kostel sv. Martina z Tours a přilehlá městská věž. Propojeno je s Hasskovou a Přerovského ulicí.

## Název
Původně se nazývalo Měděná ulice (Kupferschmeid Gasse), pojmenováno je podle opata Martina, ten byl ve 13. století opatem třebíčského kláštera, ten nechal postavit původní kostel sv. Martina.

## Historie
Na místě kostela se mezi 13. a 16. století nacházel hřbitov. Jižně od Martinského náměstí stála ve 14. století a pak od 15. století Vídeňská brána, v roce 2023 byly odhaleny její pozůstatky. V srpnu tohoto roku pak byla odkryta další část, kdy se jednalo o téměř neporušenou stavbu brány, původní terén byl o dva metry níž, než je v roce 2023.

## Rekonstrukce
V roce 2023 je v plánu rekonstrukce ulic Hasskova, Kotlářská, Martinské náměstí, Nerudova, Mrštíkova a Úvoz. V květnu roku 2023 začala velká rekonstrukce za cca 50 milionů Kč. Práce začaly na rekonstrukci historické Hasskovy ulice, následně byla opravena jižní část Martinského náměstí a v roce 2024 by měla být opravena severní část náměstí. Byly zásadně rekonstruovány vodovodní a inženýrské sítě. Také byl součástí široké rekonstrukce důkladný archeologický výzkum ve spolupráci s Muzeem Vysočiny Jihlava.
U kostela by nově nemělo být zřízeno parkoviště, Hasskova ulice by měla mít zúženou silnici a rozšířené chodníky, byly pokáceny tři velké smrky východně od kostela sv. Martina. Byly očekávány historické nálezy na někdejším hřbitově nebo doklady staveb z doby před samotnou výstavbou města. V červenci roku 2023 byly objeveny základy budovy, o které archeologové nevěděli. Může se jednat o hřbitovní kapli či karner. Kromě stavby byl objeven i hřbitov s mnoha zvířecími i lidskými ostatky, zbytky původních třebíčských hradeb, archeologové očekávají, že směrem k Soukupově ulici bude hřbitov a nálezy kosterních ostatků pokračovat. Ke konci července roku 2023 bylo zdokumentováno 71 nalezených kosterních ostatků (celkem jich bylo nalezeno přes 200), všechny kostry budou vyjmuty, projdou antropologických výzkumem a následně budou znovu pohřbeny nejspíše na Starém hřbitově. Po opuštění prostor někdejšího hřbitova byly nalezeny další artefakty, například původní sklepení, novější sklepení, s pecí, poklička, mince, hroty šípů a další předměty. V listopadu byly nalezeny pozůstatky dvorce z doby, kdy ještě Třebíč neměla status města, dvorec stával na počátku 13. století, vznikl však zřejmě dříve. U dvorce pak byly nalezeny kuželky či keramické touše z 13. století.
Rekonstrukce byla dokončena v červnu roku 2024, původně měla rekonstrukce být však dokončena v dubnu.